# 大門香実
大門 香実（だいもん かみ、10月9日 - ）は、日本の女性声優。パワー・ライズ所属。茨城県出身。

## 人物
小学生の頃、週刊少年ジャンプで連載していた漫画『ムヒョとロージーの魔法律相談事務所』の声を演じたく声優を目指した。

## 出演

### テレビアニメ
2015年
- おくさまが生徒会長!（女子生徒、カップル女）
- 小町と団五郎（ふゆか）
- 不思議なソメラちゃん

2016年
- 少年アシベ GO! GO! ゴマちゃん（2016年 - 2017年、まおちゃんのママ、ケイタくん、マクラちゃん、巻き毛）

2019年
- 臨死!!江古田ちゃん（ニューバーグ客）

2020年
- どるふろ -狂乱篇-（ステンMK-II）
- 宇崎ちゃんは遊びたい!

### ゲーム
- ドールズフロントライン（95式、ステンMK2）
- Zgirls（夏川風斗）
- 三国ドライブ（程普、夏侯淵）
- ヘルプ!!!～恋が丘学園おたすけ部～（氷堂メア）
- モバイル·レジェンド: Bang Bang（マイヤ、サイクロプス、キャリー、エウドラ、ディガー、ハーリー）
- モンスターストライク（2023年、ドリスタァル[2]）

### テレビ
- 全国一斉!日本人テスト（2008年4月3日 - フジテレビ）レギュラー
- LIPSS〜イノセントな囁き〜（2019年1月22日 - 6月26日、テレビ埼玉・ニコニコ生放送）※声の出演

### 舞台
- あいまいみー THE みゅ〜じかる（ミイ）
- タイラー！（エミ）

### CM
- 東海漬物 きゅうりのキューちゃん